# Mihail Oromolu
Mihail Oromolu (n. 16 febr. 1875, Râmnicu Vâlcea - m. 29 mart.1945, București) a fost un magistrat român, guvernator al Băncii Naționale a României, în perioada 1 ianuarie 1922 - 31 decembrie 1926.

### Studii
A studiat la Liceul Sf. Sava și la Universitatea din București. Este licențiat în drept al Universității din Paris. A urmat cursuri de literatură și filosofie la Universitatea din Munchen, Germania.

### Activitatea profesională
În anul 1900 a intrat în magistratură ca ajutor, supleant de judecător la Pitești, Târgoviște, Buzău, Constanța și Brăila. A fost magistrat la Craiova (1903); avocat al statului (1904); prefect al județului Dolj (1912-1913).
Între anii 1922-1926 a fost guvernator al Băncii Naționale a României, membru al Creditului Industrial și membru în Consiliul Superior al Agriculturii (1937).

### Activitatea politică
Mihail Oromolu a fost membru al Partidului Conservator, deputat și senator (1914 - 1938); membru al Partidului Conservator Democrat ( din 1918); ministru al Ministerului Industriei și Comerțului, în Guvernul lui Tache Ionescu (1921 - 1922); conducător al Organizației PNL Dolj în perioada interbelică.
A fost unul dintre cei mai activi susținători ai realizării Marii Uniri, luptând pentru realizarea acestui deziderat alături de: Nicolae Titulescu, Tache Ionescu, Octavian Goga etc.
În cadrul ședințelor reunite ale Camerei Deputaților și Senatului, a semnat memoriul prezentat de Nicolae Iorga președintelui Consiliului de Miniștri prin care se angaja să susțină lupta pentru apărarea Basarabiei și Bucovinei de Nord în fața agresiunii sovietice (iunie 1940).    
În timpul celui de-Al Doilea Război Mondial a fost președinte al Asociației Amicii Americii. 

### Activitatea culturală
În anul 1922, a contribuit la înființarea Editurii Scrisul Românesc, din Craiova, finanțând editarea mai multor romane. A sponsorizat construirea Academiei Române.

### Distincții
A fost decorat cu distincția Legiunea de Onoare în Grad de Comandor și Marea Cruce a Ordinului Coroana României.

### Opera
Fundamentul moral al proprietăței (1899);
Problema monetară și stabilizarea (1928).